# Klub 27
Klub 27, 27 Club, ili 27 Forever, je popularan naziv u pop kulturi za grupu glazbenika koji su svi umrli kada su napunili 27 godina.
U Klub 27 su se prvo ubrajali Brian Jones, Jimi Hendrix, Janis Joplin i Jim Morrison koji su svi umrli s 27 godina u periodu od točno dvije godine. (3. srpnja 1969. -  3. srpnja 1971). 
Čak i Kurta Cobaina ubrajaju u  Klub 27. U životopisu o Kurtu Cobainu, Heavier than heaven njegova sestra tvrdi da je Cobain još kao dijete želio biti član ovog kluba.
Neki opet u Klub 27 ubrajaju sve glazbenike koji su preminuli s napunjenih 27 godina
| Slika | Ime           | Dan rođenja        | Dan smrti          | Starosna dob          | Uzrok smrti                                             | Glazbena uloga                                          |
| ----- | ------------- | ------------------ | ------------------ | --------------------- | ------------------------------------------------------- | ------------------------------------------------------- |
|       | Brian Jones   | 28. veljače 1942.  | 3. srpnja 1969.    | 27 godina i 125 dana  | Utopio se u bazenu.                                     | Jedan od utemeljitelja sastava Rolling Stones, gitarist |
|       | Jimi Hendrix  | 27. studenog 1942. | 18. rujna 1970.    | 27 godina i 295 dana  | Komplikacije nakon uzimanja tableta za spavanje s vinom | Rock gitarist, pjevač i tekstopisac                     |
|       | Janis Joplin  | 19. siječnja 1943. | 4. listopada 1970. | 27 godina i 258 dana  | Najvjerojatnije predoziranje heroinom                   | Rock i blues pjevačica i tekstopisac                    |
|       | Jim Morrison  | 8. prosinca 1943.  | 3. srpnja 1971.    | 27 godina i 207 dana  | „Srčani udar“, autopsija nikada nije obavljena,         | Pjevač, tekstopisac u sastavu The Doors                 |
|       | Kurt Cobain   | 20. veljače 1967.  | 5. travnja 1994.   | 27 godina i 044 dana  | Samoubojstvo                                            | Pjevač, tekstopisac i gitarist u sastavu Nirvana        |
|       | Amy Winehouse | 14. rujna 1983.    | 23. srpnja 2011.   | 27 godina i 0312 dana | Trovanje alkoholom                                      | Pjevačica                                               |